# Shevonne Durkin
Pour les articles homonymes, voir Durkin.
Shevonne Durkin est une actrice et productrice américaine née en 1969.

## Filmographie
- 1992 : Rage and Honor : Groupie
- 1992 : Les Années coup de cœur (The Wonder Years), série télévisée (1 épisode : Double Double Date) : Inga Finnstrom
- 1993 : The Liars' Club : Marla Matthews
- 1993 : Le Tueur du futur (Ghost in the Machine) : Carol Maibaum
- 1994 : Huck and the King of Hearts : Mavis
- 1994 : Leprechaun 2 : Bridget
- 1994 : Dead at 21, série télévisée (1 épisode : Hotel California) : Fire
- 1994 : Les Dessous de Palm Beach (Silk Stalkings), série télévisée (1 épisode : Ask the Dust) : Schoo
- 1994 : Magic Kid II : Venus
- 1994 : Tammy and the T-Rex : Wendy
- 1998 : Beverly Hills 90210, série télévisée (1 épisode : Reunion) : Fay
- 1998 : La croisière s'amuse, nouvelle vague (Love Boat: The Next Wave), série télévisée (1 épisode : All Aboard) : Joan
- 1999 : Speedway Junky (en) de Nickolas Perry (en) : Bridget
- 2001 : Folly Island : Brianne